# Pedro Fernandez del Campo y Angulo, markiz Mejorada
Pedro Fernández del Campo y Angulo, marqués de Mejorada y la Breña (ur. 22 kwietnia 1656 w Madrycie, zm. 16 maja 1721 tamże) – hiszpański polityk, markiz.
W okresie od 11 lipca 1705 do 15 kwietnia 1714 roku piastował urząd pierwszego sekretarza stanu. Wraz z nim funkcję tę pełnił jednak Jean Orry, który zazwyczaj miał ostatnie słowo we wszystkich sprawach.